# Iwan Ilczyszyn
Iwan Petrowycz Ilczyszyn, ukr. Іван Петрович Ільчишин (ur. 7 kwietnia 1978 w Drohobyczu) – ukraiński piłkarz i futsalowiec, grający na pozycji napastnika, trener futsalowców.

## Kariera piłkarska
W 1995 rozpoczął karierę piłkarską w klubie Krystał Czortków.
Karierę w futsalu zaczynał w 1997 od gry w drużynie Kameniar Drohobycz. Również w latach 1999-2000 bronił barw zespołów piłkarskich z Drohobycza Hałyczyny i Naftowyka. W 2001 debiutował w ukraińskiej Ekstra-lidze futsalu w składzie DSS Zaporoże. W 2002 przeszedł do Enerhii Lwów. Od stycznia 2004 przez półtora roku grał w ŁTK Ługańsk. Na początku 2006 wrócił do Kameniara Drohobycz. W końcu stycznia 2008 roku przeniósł się do Polski, gdzie 2 lutego zadebiutował w barwach AZS UW Warszawa. W sumie, będąc grającym trenerem, wystąpił w tej drużynie w 9 meczach ligowych, strzelając 4 bramki. Po spadku AZS-u do II ligi został zatrudniony w Jango, z którą rozpoczął przygotowania do sezonu 2008/2009. W sezonie 2010/11 rozegrał 17 meczów w rodzimym Kameniar-Termopłast Drohobycz, po czym zakończył karierę piłkarską.
W 2007 i 2008 również występował w klubie piłki nożnej plażowej Start Illicziwśk.

## Kariera trenerska
W 2006 rozpoczął pracę szkoleniową, łącząc funkcje gracza i trenera w Kameniarze Drohobycz. W 2007 i 2008 również trenował i grał w klubie piłki nożnej plażowej Start Illicziwśk. W pierwszej połowie 2008 był grającym trenerem AZS UW Warszawa. W sierpniu 2008 został zaproszony do Jango Katowice, gdzie również trenował i grał. Od lipca 2009 do czerwca 2010 prowadził P.A. Nova Gliwice. Potem stał na czele amatorskiego zespołu Halicja Drohobycz.